# Петелинос
Петелинос (грч. Πεθελινός) је насељено место у општини Емануил Папас у периферији Средишња Македонија, Грчка. Према попису из 2021. године било је 344 становника.
Према бугарском географу и историчару, Василу Канчову, у Петелиносу је 1900. године живело 250 Рома. Током Балканских и Првог светског рата село је настрадало и део мештана је избегао, тако је после рата остало 146 житеља. Године 1923. насељено је 112 грчких избеглица, тако је село 1928. године имало 343 становника. Након исушења Тахинског језера и регулације корита реке Струме насељене су нове избегличке породице. На попису из 1940 Петелинос је имао 1.276 становника.